# PZL-130 (航空機)
PZL-130 オルリク
展示飛行中のPZL-130TC I
- 用途：初等練習機
- 製造者：PZL
- 運用者：ポーランド空軍
- 初飛行：1984年4月4日
- 生産数：59機
- 運用開始：2000年
- 運用状況：運用中

PZL-130 オルリク（Orlik、「若鷲」の意）は、ポーランドの練習機である。

## 開発
従来ポーランド空軍で運用されていたTS-11の後継機として、ポーランドの国営航空機メーカーであるPZL社が開発した機体である。初号機のエンジンはM-14Pm星型レシプロエンジン（325馬力）を使用したが、馬力不足もあり採用されなかった。1985年からはカナダの企業の協力を得て、ターボプロップエンジンを使用したターボ・オルリクの開発が開始された。ターボ・オルリクはエンジンをPT6A（550軸馬力）に換装したほか、ドーサルフィンなどの追加が行われている。ターボ・オルリクは1986年に初飛行している。
その後、東側のエンジンであるM601ターボプロップエンジン搭載機（PZL-130TMおよびPZL-130TB）の開発試験などが行われ、PZL-130TBを改良したPZL-130TC Iがポーランド空軍に採用された。

## 設計
機体は、プロペラ練習機として一般的なもので、機首に5翅プロペラがあり、低翼配置・直線翼の主翼である。練習機であるため、タンデム複座に大きなキャノピーを持ち、良好な視界が確保されている。ポーランド空軍が採用したPZL-130TC Iは射出座席を装備している。ジェット機の操作特性に近づけるために、翼幅も短いものとなっている。また、主翼下にはハードポイントも用意されている。
ただし、胴体が短く安定性に問題を抱えており、少なくともPZL-130TC Iの段階では操縦性に疑問があるとされている。

## 運用
50機がポーランド空軍に配備され、訓練飛行隊と曲技飛行隊「オルリク」で用いている。PZL社では、PZL-130TC Iのエンジンをピラタス PC-9など各国の練習機にも使用されているP&WC PT6Aに換装したPZL-130TC IIや、アビオニクスを更新したPZL-130TC IIIも開発した。機体はFAR23分類にも則っているが、現在までにTC Iがポーランド空軍に採用されたのみである。
ポーランド軍は2017年12月19日、PZL-130 TC-I 12機を1.86億ズウォティでPZL-130TC-II基準に近代化する契約を結んだ。すべての作業は2020年10月30日までに終了する予定。

## 各型

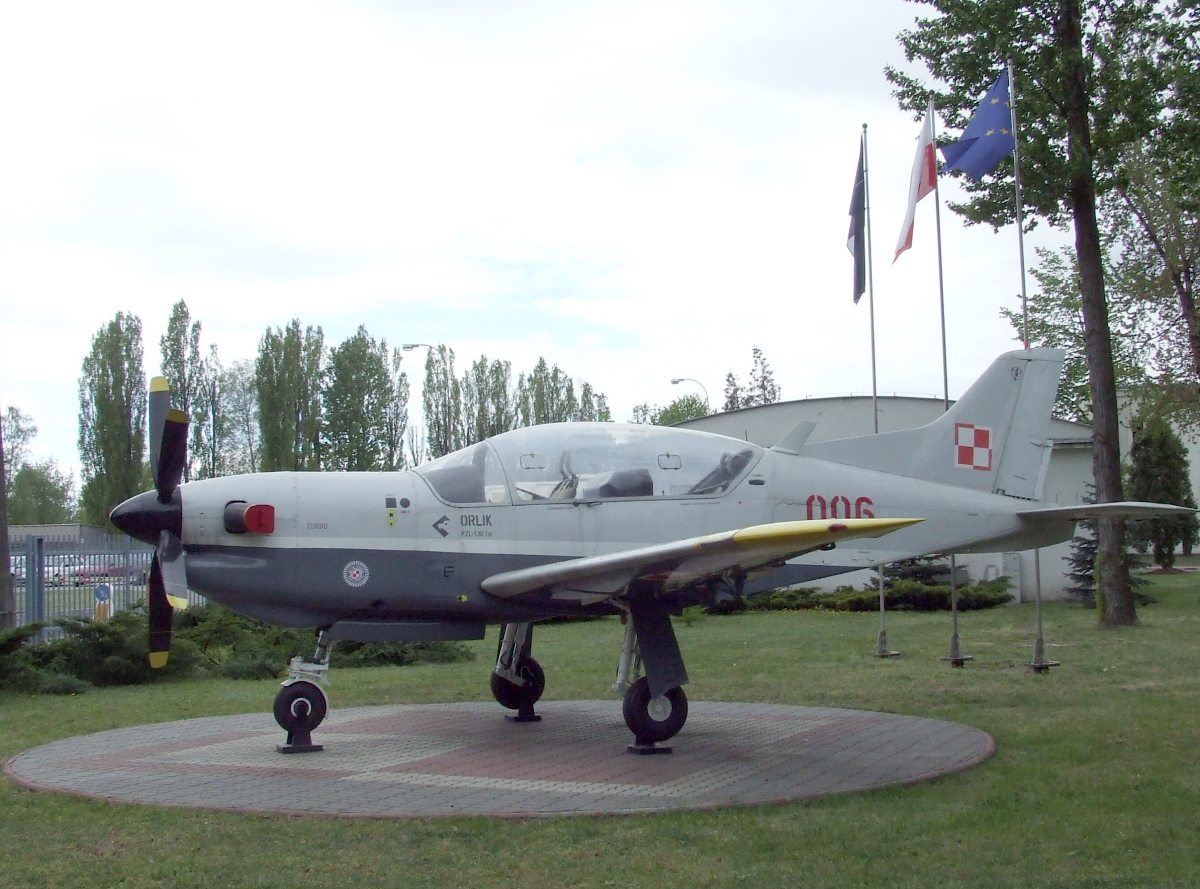
展示されるPZL-130TM

PZL-130 オルリク
原型機。M-14Pm星型ピストンエンジン搭載。1984年初飛行。
PZL-130T ターボ・オルリク
P&WC PT6Aターボプロップエンジン搭載。1986年初飛行。
PZL-130TM オルリク
M601Eターボプロップエンジン搭載。
PZL-130TB オルリク
M601Tターボプロップエンジン（750軸馬力）搭載。
PZL-130TC I オルリク
PZL-130TBの改良型。射出座席の追加、アビオニクスの更新。ポーランド空軍が採用。
PZL-130TC II オルリク
TC Iの主機をP&WC PT6Aターボプロップエンジンに換装し、翼端にウィングレットを追加。
PZL-130TC III オルリク
アビオニクスを更新した改良型。

## 要目 (PZL-130TC II オルリク)
- 全長：9.3m
- 全幅：10.0m
- 全高：3.53m
- 自重：1.8t
- エンジン：P&WC PT6Aターボプロップエンジン（750軸馬力）1基
- 最大速度：480km/h
- 航続距離：2,200km
- 乗員：2名